# Dawes' sidste kamp
Dawes' sidste kamp er en roman fra 1981 skrevet af Stephen King, under pseudonymet Richard Bachman. Den udkom på dansk i 1994.

## Handling
Barton George Dawes' ægteskab er ved at gå i stykker, hans søn er lige død og han finder ud af at hans hus skal eksproprieres for at give plads til en hovedvej. Romanen handler om hans kamp med og mod alt dette.
| Bog | Spire Denne artikel om bøger og tidsskrifter er en spire som bør udbygges. Du er velkommen til at hjælpe Wikipedia ved at udvide den. |